# 吳㻞 (景泰舉人)
吳㻞（15世紀—15世紀），北直隸順天府豐潤縣杏西社人，明朝政治人物。

## 生平
吳㻞是景泰元年（1450年）的舉人，授監察御史，成化七年（1471年）外任浙江按察司水利道僉事，專理蘇松常鎮杭嘉湖等地水利，兩個月內修築堤壩數百里，又疏通東至徐公浦、西至夏家浦一百三十多里的吳淞江，人們十分感謝他，到成化十八年（1482年）陞四川按察司副使，死後入祀鄉賢祠。

## 引用
1. 1 2  光緒《豐潤縣志·卷五》：吳㻞，杏西社人，景泰庚午舉人，擢御史勇敢有為，成化壬辰吳越水利壅廢，陞浙江按察司僉事督築捍海塘，迢𨔛數百里兩月而成；又浚吳松江東起徐公浦、西至夏家浦一百三十餘里，民甚德之，官至四川副使，祀鄉賢。
2. ↑    - 《明憲宗純皇帝實錄·卷九十六》：（成化七年閏九月辛酉）陞監察御史吳㻞為浙江按察司僉事。
3. ↑  《吳中水利全書·卷九》：成化八年，敕差浙江按察司僉事吳㻞専理蘇松常鎮杭嘉湖水利。
4. ↑  《明憲宗純皇帝實錄·卷二百二十九》：（成化十八年七月）丁亥陞刑部郎中東思忠，監察御史張蕙、劉瓚、謝顯，浙江按察司僉事吳㻞俱為按察司副使，思忠、㻞四川，蕙浙江，瓚陜西，顯廣西。